# Тюнтанж
Тюнтанж (на люксембургски: Gemeng Tënten) е бивша община в Люксембург, окръг Люксембург, кантон Мерш.
Има обща площ от 18,74 км². Населението ѝ е 1174 души през 2009 година.
На 1 януари 2018 г. общината е слята с община Бьованж сюр Атер (Boevange-sur-Attert) за създаване на община Хелперкнап (Helperknapp).

## Състав
Общината се състои от 8 села:
- Ансембург (Aansebuerg)
- (Bur)
- (Huelmes)
- (Mariendall)
- (Mariendallerhaff)
- Тюнтанж (Tënten)
- (Claushaff)
- (Kuelbécherhaff)